# ニコニコアプリ
ニコニコアプリとは、ドワンゴが提供していたブラウザアプリ配信サイトである。2023年9月27日にサービスを終了した。

## 概要
ニコニコアプリはniconicoアカウントがあれば基本無料でゲームを遊ぶことができる。また、ニコニコポイントの利用でより快適にゲームを遊ぶことができる。

## 歴史

### 2010年
- 2月19日 - 「ニコニコ大会議2009-2010ツアーin東京」で構想を発表[4]。
- 12月1日 - 12月9日のサービス開始を発表。同時に「ニコニコ遊園地」は2011年1月27日にサービス終了とすることを発表[5]。

### 2012年
- 12月17日 - 18歳未満のユーザーのニコニコポイントの利用に1か月につき10000ポイントまでの制限が設けられた[6]。

### 2014年
- 7月16日 - トップページがリニューアルされ、以下の点が改善された[7]。
  - トップページでより多くのアプリが見られるようになった。
  - ジャンルの絞り込みができるようになった。
  - 最大化モードで大画面で遊べるようになった。

### 2017年
- 8月1日 - HTML5版への移行に伴い、プレイヤーモードが廃止された[8]。

### 2019年
- 4月1日 - 電撃文庫×niconico「エンゲージプリンセス」がサービス開始[9]

### 2023年
- 3月28日 - 2023年9月27日にサービスを終了し、ウェブサイトも閉鎖することが発表された[10][1]。
- 9月27日 - 12時にサービス終了[2]。